# فيرا بافلوفنا ليبيديفا
فيرا بافلوفنا ليبيديفا (الروسية: Лебедева, Вера Павловна) (وبالروسية: Вера Лебедева Павловна ؛ من مواليد 18 سبتمبر 1881 - والمُتوفاة في عام 1968) هي طبيبة سوفيتية معروفة بنشاطها السياسي وجهودها الناجحة للحد من وفيات الرضع في البلاد.

## حياتها المُبكرة وتعليمها
وُلدت ليبيديفا في نيجني نوفغورود في عام 1881؛ وتُوفي والدها الذي كان يعمل طباخًا، في عام 1892، وترك الأسرة تعتمد على الأعمال الخيرية. وعلى الرغم من ذلك، تخرجت ليبيديفا من صالة الألعاب الرياضية وحصل على ميدالية ذهبية، ثم توتى وظيفة مدرسة في منطقة ريفية. وبحلول عام 1901استقرت حالة ليبيديفا المالية بدرجة كافية للالتحاق بالمعهد الطبي للنساء في سانت بطرسبرغ، ولكنها فُصلت مرتين بسبب أنشطتها السياسية. هربت ليبيديفا إلى فنلندا مع بداية الثورة البلشفية، ثم هربت إلى جنيف بعد ذلك ولكنها تخرجت من المعهد في عام 1910.
على الرغم من فصلها من وظيفتها الأولى كطبيبة في روسيا من أجل نشاطها السياسي، سرعان ما عادت ليبيديفا إلى جنيف حيث كانت وجهات نظرها السياسية أكثر قبولًا. وابتداءًا من عام 1912، أصبحت طبيبة للتوليد وأمراض النساء في جنيف. في عام 1917 أصبحت مؤيدة للبلاشفة وعادت إلى الاتحاد السوفيتي الوليد من أجل الخير. كان منصبها الأول في البلد الجديد هو مدير المعهد المركزي لحماية الأمومة والطفولة. ترأست هذا المعهد من عام 1918 إلى عام 1930، ووضعت هناك أول برنامج للصحة العامة في العالم يهدف إلى خفض معدل وفيات الرضع. يتألف البرنامج المبتكر من شبكة من دور الحضانة والمدارس التمهيدية، يعمل كل منها مع طبيب أطفال مؤهل يمكنه مراقبة صحة الأطفال وتقديم المشورة للآباء.كان البرنامج ناجحًا جدًا. أيدت ليبيديفا الإجهاض القانوني كسياسة إيجابية لدعم القوى العاملة من النساء. عملت ليبيديف أيضًا للحصول على تبرعات من مؤسسة روكفيلر لحملات الإغاثة السوفيتية.
وفي عام 1924، حضرت ليبيديفا مؤتمرًا للجمعية الدولية للنساء الطبيبات، كما بذلت ليبيديفا في نفس الفترة جهود الإغاثة الطبية التابعة للجمعية الطبية الأمريكية للنساء في منطقة القوقاز. نمت مسيرة ليبيديفا في مجال الصحة العامة حيث كانت مسؤولة عن البحث عن الإعاقات (من عام 1931 إلى عام 1934)، ومن ثم كمفتشة للصحة العامة في الولاية، من عام 1934 إلى عام 1938. أنشئت ليبيديفا خلال الـ 12 سنة التالية، معهد موسكو المركزي للتدريب المتقدم للأطباء.

## الجوائز ومراتب الشرف
حصلت ليبيديفا على وسام العلم الاحمر للعمل ووسام لينين ثلاث مرات.